# Teatr of Manhattan
Teatr of Manhattan – niezależna grupa teatralna z Łodzi.
Teatr został założony w 1989 roku przez Bożenę Tomkiewicz (wówczas Jeśman), która prowadziła go do 1994 roku. W latach 1995–1998 teatrem kierowali jego dwaj aktorzy – Maciej Chocholski i Maciej Tracz. Od 1999 roku kierownikiem artystycznym był Maciej Chocholski.
Teatr zrealizował 16 przedstawień i zdobył wiele nagród na festiwalach teatrów alternatywnych i amatorskich w Polsce oraz w Niemczech, m.in. na Łódzkich Spotkaniach Teatralnych, Łódzkim Przeglądzie Teatrów Amatorskich „Łópta”, Międzynarodowym Festiwalu Teatralnym „Dionizje” w Ciechanowie, Barbórkowych Spotkaniach Teatralnych w Dąbrowie Górniczej, Ogólnopolskim Festiwalu Teatrów Niezależnych w Ostrowie Wielkopolskim. Wystąpił też na scenie offowej Międzynarodowego Festiwalu Teatralnego „Malta”, zdobył Grand Prix Göppinger Theatertage w Göppingen w Niemczech w 2003 roku.
Teatr of Manhattan jest teatrem ruchu. Nie wykracza poza ten obszar ani w kierunku pantomimy, teatru tańca, ani teatru słowa. Poszukuje swojego języka w obrębie plastyczno-ruchowej formy wypowiedzi. Gest jest najbliższy człowiekowi. Ruch jest tworzywem uniwersalnym, nie naznaczonym rozgraniczeniami narodowymi i nieograniczony w interpretacji jak słowa. Tam, gdzie ekspresja ciała jest zbyt wieloznaczna, precyzuje ją światło i muzyka, komponowane każdorazowo do poszczególnych spektakli. Tworzenie pozajęzykowymi środkami ekspresji udowadnia, na jak obszarze teatr potrafi działać bez literatury. Poszukiwania tego teatru zakreślają wyraźny krąg, w którym obok siebie współistnieją muzyka z plastyką, statyczność rekwizytów z dynamiką gry aktorskiej oraz ruch i milczenie.
Przez Teatr of Manhattan przewinęło się około pięćdziesięciu osób. Od początku w teatrze jest Maciej Chocholski, który obecnie pełni funkcję lidera grupy. Wraz z nim zespół tworzą Agata Dawidowicz, Elżbieta Dziubek, Krzysztof Nowak i na zasadzie współpracy Barbara Wójcik-Wiktorowicz oraz Piotr Bakalarz.
Próby i spotkania odbywały się do 2009 roku w Akademickim Ośrodku Inicjatyw Artystycznych. Teatr zawiesił działalność.